# Aventuras de Boro-Kay
Boro Kay fue un cuaderno de aventuras creado por José Luis Macías Sampedro para la Editorial Carsoto en 1956.
La serie presenta las aventuras de un niño de corta edad, Tommy Anderson, que se disfraza para luchar contra los malhechores, antifaz y pistola incluidos. 
Considerada una serie de gran calidad gráfica, pero tildada de disparatada por el investigador Pedro Porcel, lo cierto es que solo alcanzó los 8 números, probablemente a causa de su elevado precio para la época: 1'80 pesetas en lugar de las 1'25 habituales, lo que se consideraría caro por mucho que tuviesen 12 páginas en lugar 10.